# Hiéroglyphe égyptien E22
Pour les articles homonymes, voir Lion (homonymie).
Le lion, en hiéroglyphes égyptiens, est classifié dans la section E « Mammifères » de la liste de Gardiner ; il y est noté E22.

## Représentation
Il représente un lion (Panthera leo). Il est translittéré mȝj.

## Utilisation
| U1 | A | i | E22 |

| U1 | A | i | E22 |